# Caution (Odin)
Caution è un EP degli Odin, uscito nel 1983 per l'etichetta discografica Duff Records.

## Tracce
1. Caution
2. The Blade
3. Midnight Flight
4. Judgement Day

## Formazione
- Randy "O" - voce
- Jeff Duncan - chitarra
- Aaron Samson - basso
- Shawn Duncan - batteria